# Parti social-démocrate égyptien
Pour les articles homonymes, voir Parti social-démocrate.
Le Parti égyptien social-démocrate (حزب النور, al-Ḥizb al-Maṣrī al-Dimuqrāṭī al-ijtmāʿī) est un parti politique égyptien fondé en 2011. Il est le successeur du Parti égyptien libéral.